# Middle Teton
Le Middle Teton est une montagne située dans le parc national de Grand Teton au nord-ouest du Wyoming aux États-Unis. En termes de hauteur, il s'agit de la troisième plus haute montagne du parc national après le Grand Teton et le mont Owen.

## Géologie
La montagne appartient aux montagnes Rocheuses et plus particulièrement à la chaîne Teton. Ce massif est le plus jeune des Rocheuses. Le Middle Teton Glacier est localisé sur le flanc oriental de la montagne. Tout comme le proche mont Moran, la roche du Middle Teton est une intrusion de basalte connue sous le nom de Black Dike (« dyke noir »). Cette intrusion est le résultat du passage de laves volcaniques au travers de roches plus anciennes déjà existantes.